# San Francisco, San Agustín Metzquititlán
San Francisco är en ort i Mexiko.   Den ligger i kommunen San Agustín Metzquititlán och delstaten Hidalgo, i den sydöstra delen av landet, 130 km norr om huvudstaden Mexico City. San Francisco ligger 1 437 meter över havet och antalet invånare är 384.
Terrängen runt San Francisco är huvudsakligen kuperad. San Francisco ligger nere i en dal. Runt San Francisco är det ganska glesbefolkat, med 27 invånare per kvadratkilometer. Närmaste större samhälle är Zacualtipán, 13,8 km norr om San Francisco. I omgivningarna runt San Francisco växer huvudsakligen savannskog.